# Fushizen na Girl/Natural ni Koishite
"Fushizen na Girl/Natural ni Koishite" (不自然なガール/ナチュラルに恋して?) es el primer sencillo lanzado en el 2010 por el grupo idol electropop japonés Perfume, siendo el major single número diez con los ya anteriormente lanzados, salió a la venta el 14 de abril de 2010, con una presentación de CD-only version y CD-DVD version. Seki Kazuaki fue el director encargado del video musical del tema Fushizen na Girl, mientras que el director Kodama Yuichi se encargó de Natural ni Koishite.

## Canciones

### CD
1. "Fushizen na Girl" (不自然なガール?)
2. "Natural ni Koishite" (ナチュラルに恋して?)
3. "Fushizen na Girl -Original Instrumental-"
4. "Natural ni Koishite -Original Instrumental-"

### DVD
1. "Fushizen na Girl" (「不自然なガール」video clip?)

- Datos: Q2629049